# نبتة الحمل التتارية

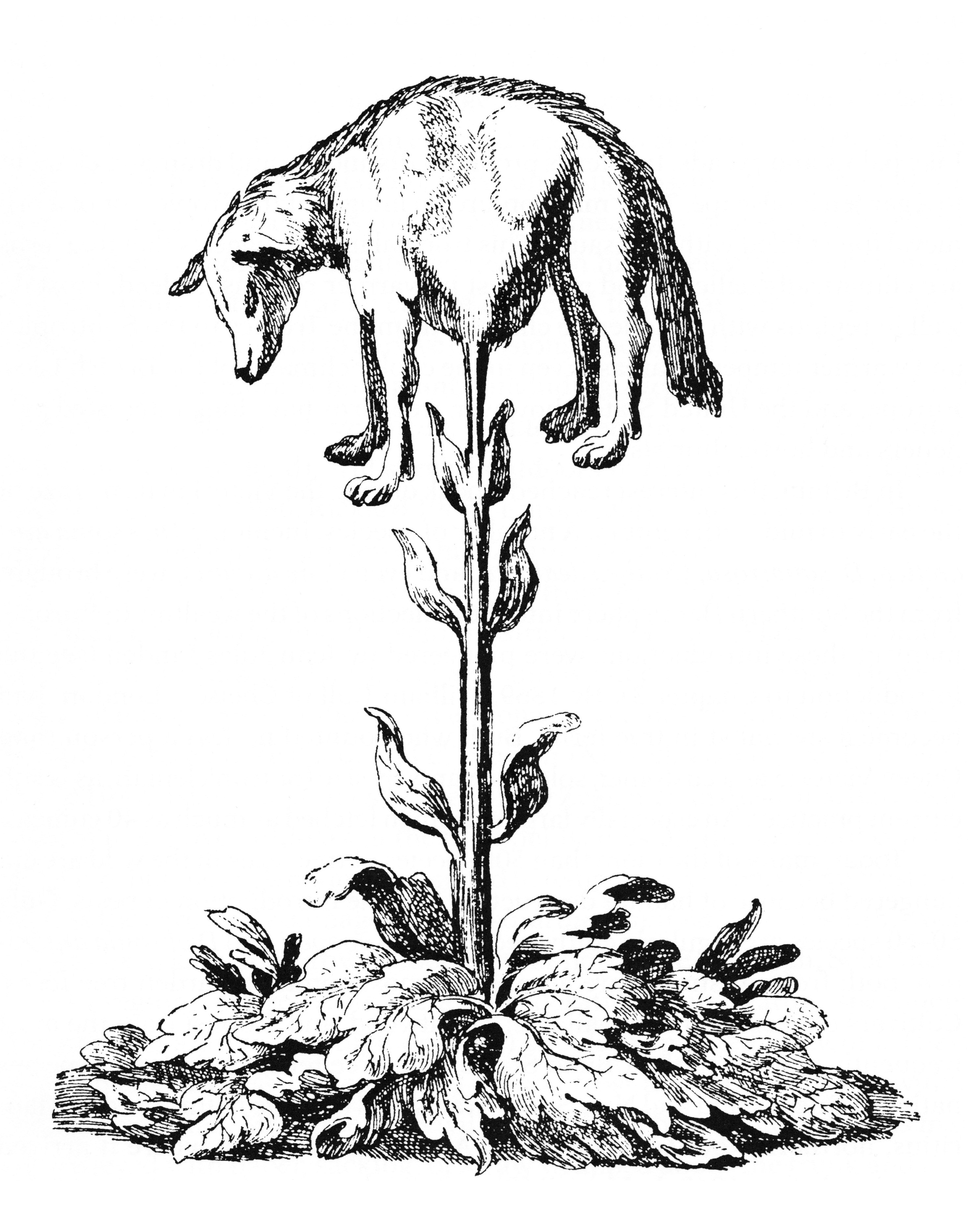
نبتة الحمل في رسم من كتاب هنري لي (1887)

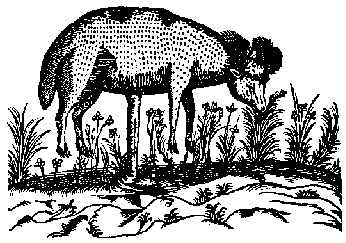
نبتة الحمل في رسم من القرن السابع عشر

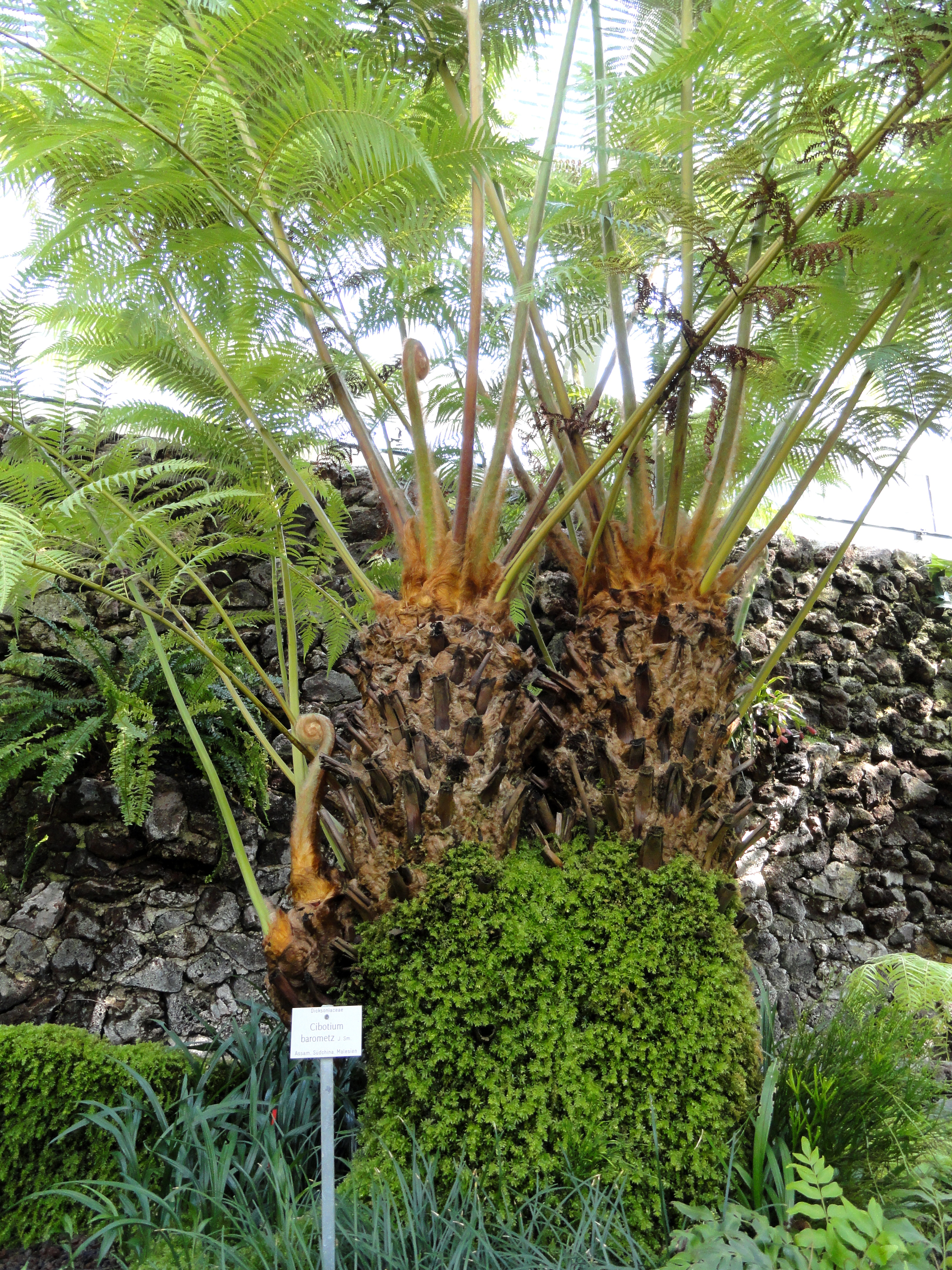
نبتة Cibotium barometz

نبتة الحمل التتارية هو حيوان نباتي أسطوري موطنه آسيا الوسطى، وكان يعتقد أن الغنم ينمو عليه بشكل ثمرة. تم منحه أسماء مثل Agnus scythicus أو Planta Tartarica Barometz، ولكنها لم تكن أسماء علمية إذ أنها سبقت عملية التسمية الحيوية. ويرتبط الخروف بالنبتة عن طريق حبل سري ويرعى الأرض حول النبتة. عندما يلتهم الخروف كل الأعشاب حول النبتة فإن هذا يعني موت الخروف والنبتة.
تكمن نبتة حقيقية وراء الأسطورة، وهي Cibotium barometz، وهي نبتة سرخس من جنس Cibotium.  كانت تعرف تحت أسماء أخرى مختلفة بما في ذلك الحمل السكيبثي، وبوروميتز، باروميتز وبوراميتز، والثلاثة الأخيرة هي تهجئات مختلفة لكلمة محلية تعني خروف. وينمو «الخروف» بتساقط الأوراق من جذمور السرخس الصوفي. وعندما يقلب الجذمور فإنه يصبح بشكل حملا ذا صوف وتتشكل الساقان من قواعد السويقات المقطوعة. 

## الخصائص
يصف عالم الطبيعة هنري لي، في كتابه نبتة الحمل التتارية (1887)، بأنه حيوان حقيقي ونبات حي في نفس الوقت. ومع ذلك، يذكر أن بعض الكتاب يعتقدون أن الحمل هو ثمرة النبات، وينمو من بذور تشبه البطيخ. بينما يعتقد آخرون أن الحمل هو عضو حي من النبات، وأنه يهلك متى تم فصله عن النبات. وكان يعتقد أن الحمل يتكون من دم وعظام ولحم كما الحمل الطبيعي. وهو يرتبط بالأرض عن طريق جذع على غرار الحبل السري، وهذا الجذع يسند الخروف فوق سطح الأرض. يمكن ثني الحبل إلى أسفل، ما يسمح للخروف بالتغذي على الحشائش والنباتات المحيطة به. ومتى أكل الخروف كل النباتات التي في متناوله فإنه يموت. يمكن أكل جثته، ويقال أن مذاق دمه حلو كالعسل. ويقال أن السكان المحليين يستخدمون الصوف لصنع أغطية الرأس وغيرها من الملابس. الحيوانات اللاحمة الوحيدة التي تنجذب للخروف (غير البشر) هي الذئاب.

## الأصول المحتملة
هناك ذكر مماثل لنبات حيواني في التراث اليهودي يعود إلى العام 436 ميلادي. هذا المخلوق يدعى يدْوَه (ידוע أو ידעוני أو אַדְנֵי הַשָׂדֵה)، ويماثل الخروف في الشكل ويتصل بالأرض من خلال جذع. ومن يرغبون بصيد اليدوه فلا يمكنهم حصده إلا بقطع الجذع بالسهام. ومتى قطع الجذع فإن الحيوان يموت، ويمكن استخدام عظامه في قراءة البخت والطقوس النبوية.
هناك نسخة أخرى من الأسطورة تحكي عن «فدوه»، وهو نبات حيواني على شكل إنسان يتصل بالأرض من جذع مرتبط بسرته. ويروى أن نبات «فدوه» هذا عدواني، وأنه يقبض على أي مخلوق يقترب منه ويقتله. وهو يموت أيضا إذا قطع جذعه، كما هو الحال مع نبتة باروميتز.
تحدث الراهب المينوري أودوريك من بوردينوني عن أشجار تنمو على الساحل الأيرلندي تنمو منها فواكه مثل القرع تسقط في الماء وتتحول إلى طيور. وهو يشير إلى شجرة الأوز الأسطورية، والتي كان يعتقد أن ثمارها الناضجة تسقط في البحر قرب جزر أوركني. وتخرج إوزة بيضاء الرأس من الثمرة الناضجة، وتنمو لتصبح إوز بالغة. يعتبر الباحثون هذه الأسطورة على أنها محاولة لتفسير هجرة الإوز من الشمال.
يشير غوستاف شليغل في كتابه «شوي يانغ أو خروف الماء وأجنوس سكيثيوس أو نبتة الحمل» (1892)، إلى أساطير «خروف الماء» الصينية بأنها مصدر إلهام لأسطورة نبتة الحمل التتارية. وكما نبتة الحمل، يقال أن خروف الماء هو نبات وحيوان في نفس الوقت وأنه يوجد بالقرب من بلاد فارس. يتصل النبات بالأرض عن طريق جذع، وأنه يموت متى قطع الجذع. هذا الحيوان يحميه سياج بناه رجال مدرعون يصرخون ويقرعون الطبول. ويقال أيضا أن صوفه يستخدم في صنع الملابس الجميلة وأغطية الرأس. (ويعتقد أن أصل خروف الماء هو تفسير أسطوري لحرير البحر).

## بحثا عن الأسطورة

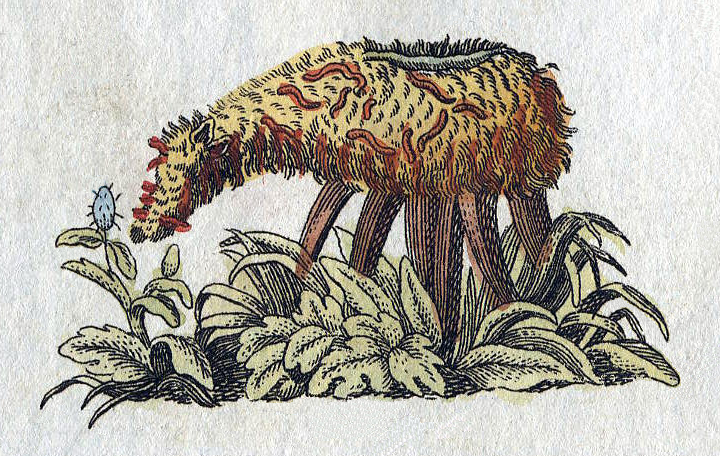
"الباروميز، أو الحمل السكيثي" من كتاب للأطفال من تأليف فريدريش يوستين بيرتوش

تصف النسخ الأولى من الأسطورة هذا النبات بأنه ثمرة تنمو من بذرة بطيخ أو قرع، وتكون هيئته سويّة كما لو أنه ولد بشكل طبيعي. مع مرور الوقت، استبدلت هذه الفكرة بأخرى وهي أن المخلوق في الواقع هو حيوان حي ونبات حي يجتمعان في كائن واحد. يروي غوستاف شليغل، في عمله حول الأساطير المختلفة عن نبتة الحمل، أن الحمل يولد دون قرون، ولكن تنمو كرتان من الشعر الأبيض المجعد بدلا منهما. 
ينسب للسير جون ماندفيل جلبه لهذه الأسطورة إلى مسامع الناس في إنكلترا في القرن الرابع عشر في عهد الملك إدوارد الثالث. عاد ماندفيل من بلاد التتار واصفا ثمرة غريبة تشبه القرع تنمو هناك. ويتم فتح هذه الثمرة متى نضجت، وتكشف داخلها ما يشبه الخروف بلحمه ودمه ولكن دون صوفه. وبعد ذلك يمكن أكل الثمرة والحمل. 
ارتحل الراهب أودوريك من فريولي في الأرض وزار بلاد التتار، وزعم أنه سمع عن قرع في بلاد فارس وأنه يفتح عند النضج ويحوي داخله حيوانا يشبه الخروف. 
كذلك نرى سجلات البارون سيغيسموند فون هربرشتاين في منتصف القرن السادس عشر، الذي كان سفيرا للأباطرة ماكسيميليان الأول وشارل الخامس بين عامي في 1517 و1526، وقدم وصفا مفصلا للباروميتز في كتابه «ملاحظات حول روسيا». وزعم أنه سمع بوجود الحمل من عدد كبير من المصادر الموثوقة بما لا يدع مجالا للشك بوجوده، كما قال أن المخلوق ينمو بالقرب من بحر قزوين بين نهري جايك والفولغا. وقال أن المخلوق ينمو من ثمار تشبه البطيخ ويصل طوله لقدمين ونصف (80 سم)، وأنه يشبه الحمل كثيرا. وقيل أن له دما حقيقيا، ولكن لحمه ليس كلحم الخروف الحقيقي بل يشبه لحم سرطان البحر. وخلافا للخروف العادي، فإن حوافره كانت من الشعر. وكان الطعام المفضل للذئاب وغيرها من الحيوانات.
رحل الباحث والطبيب الألماني إنغلبرت كامبفر مع سفارة إلى بلاد فارس في عام 1683 بهدف تحديد مكان وجود الحمل. تحدث كامبفر مع السكان المحليين ولم يجد أي دليل مادي على وجوده النبات، فخلص إلى أن الأمر ليس إلا أسطورة. ومع ذلك، لاحظ كامبفر عادة السكان بإزالة الحمل الجنين من رحم أمه لأخذ صوفه الناعم، ورأى أن هذه العادة قد تكون مصدر الأسطورة. وافترض أيضا أن العينات في المتاحف قد تكون من صوف الجنين وظنها الرحالة خطأ أنها من نبات.

## في الشعر
أورد الدكتور إراسموس داروين قصيدة يصف فيها نبتة الحمل في كتابه «الحديقة النباتية» (1781). كتب غيوم دي سالوست دو بارتا عن نبتة الحمل في قصيدته لا سيمين (1587). في القصيدة، يتجول آدم في جنة عدن ويدهش بغرابة المخلوق. كما أورد الدكتور ديمتريوس دي لا كروا النبات بقصيدة في عمله Connubia Florum, Latino Carmine Demonstrata عام 1791.

## في الثقافة الشعبية
- كتب دنيس ديدرو مقال عن نبتة الحمل في الطبعة الأولى من موسوعته.[14]
- تظهر نبتة الحمل في كتاب الكائنات الخيالية بقلم خورخي لويس بورخيس.
- يظهر رسم لنبتة الحمل من كتاب هنري لي على غلاف ألبوم Vampire on Titus الذي صدر عام 1993 لفرقة Guided by Voices.
- في لعبة أودين سفير هناك غرض يسمى «بذرة باروميت» وينمو منه حملان يمكن قتلهما. وقد أكد منتجو اللعبة أنه إشارة مباشرة للنبات الأسطوري.[15]
- استوحي البوكيمونان كوتوني وويمسيكوت من البوراميتز.

## وصلات خارجية
- Legend of the Lamb-Plant على موقع واي باك مشين (نسخة محفوظة August 15, 2013)
- Note to Sir توماس براون، Pseudodoxia Epidemica, III.28
- Agnus scythicus (Natural history. Botany)